# Banco Etcheverría

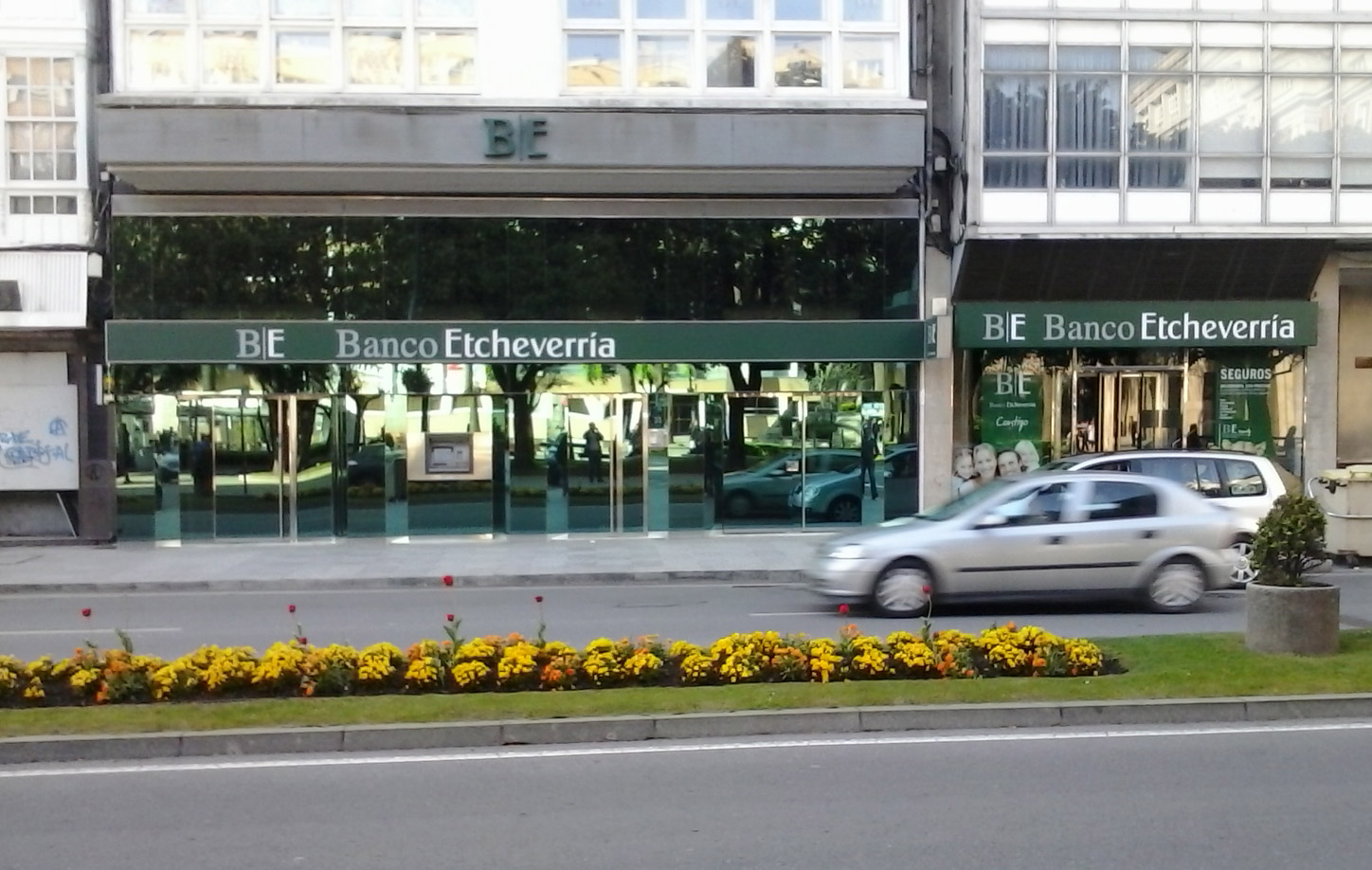
Oficina del Banco Etcheverría a la Corunya.

El Banco Etcheverría fou un banc espanyol fundat a la localitat gallega de Betanzos, a la província de la Corunya, el 1717. Va ser fins a la seva desaparició el banc més antic d'Espanya. El 18 de desembre de 2013, el Banco Etcheverría, filial de Banesco, va comprar el 83,33% del capital de NCG Banco al Fons de Reestructuració Ordenada Bancària (FROB) i al Fons de Garantia de Dipòsits (FGD). El 14 de novembre de 2014 es va fusionar amb NCG Banco. El cap de setmana es va produir la fusió tecnològica i el canvi de marca en les oficines del Banco Etcheverría.